# 史氏克奈魚
史氏克奈魚為輻鰭魚綱鼠鱚目尼羅魚科的其中一種，分布於非洲剛果河上游流域，本魚臀鰭，腹鰭及尾鰭起源等距，身體黃色，背部有黑色小點，體長可達4.8公分，棲息在中底層水域，可做為食用魚。